# Oľšov
Oľšov (bis 1927 slowakisch auch „Oľšovce“; ungarisch Olysó) ist eine Gemeinde im Osten der Slowakei mit 366 Einwohnern (Stand 31. Dezember 2024). Sie gehört zum Okres Sabinov, einem Kreis des Prešovský kraj, sowie zur traditionellen Landschaft Šariš.

## Geographie
Die Gemeinde befindet sich im Bergland Spišsko-šarišské medzihorie am Bach Hanovec im Einzugsgebiet der oberen Torysa. Das Ortszentrum liegt auf einer Höhe von 468 m n.m. und ist acht Kilometer von Lipany sowie 19 Kilometer von Sabinov entfernt.
Nachbargemeinden sind Vislanka im Norden, Krivany im Osten, Torysa im Süden, Šarišské Dravce im Westen und Krásna Lúka im Nordwesten.

## Geschichte

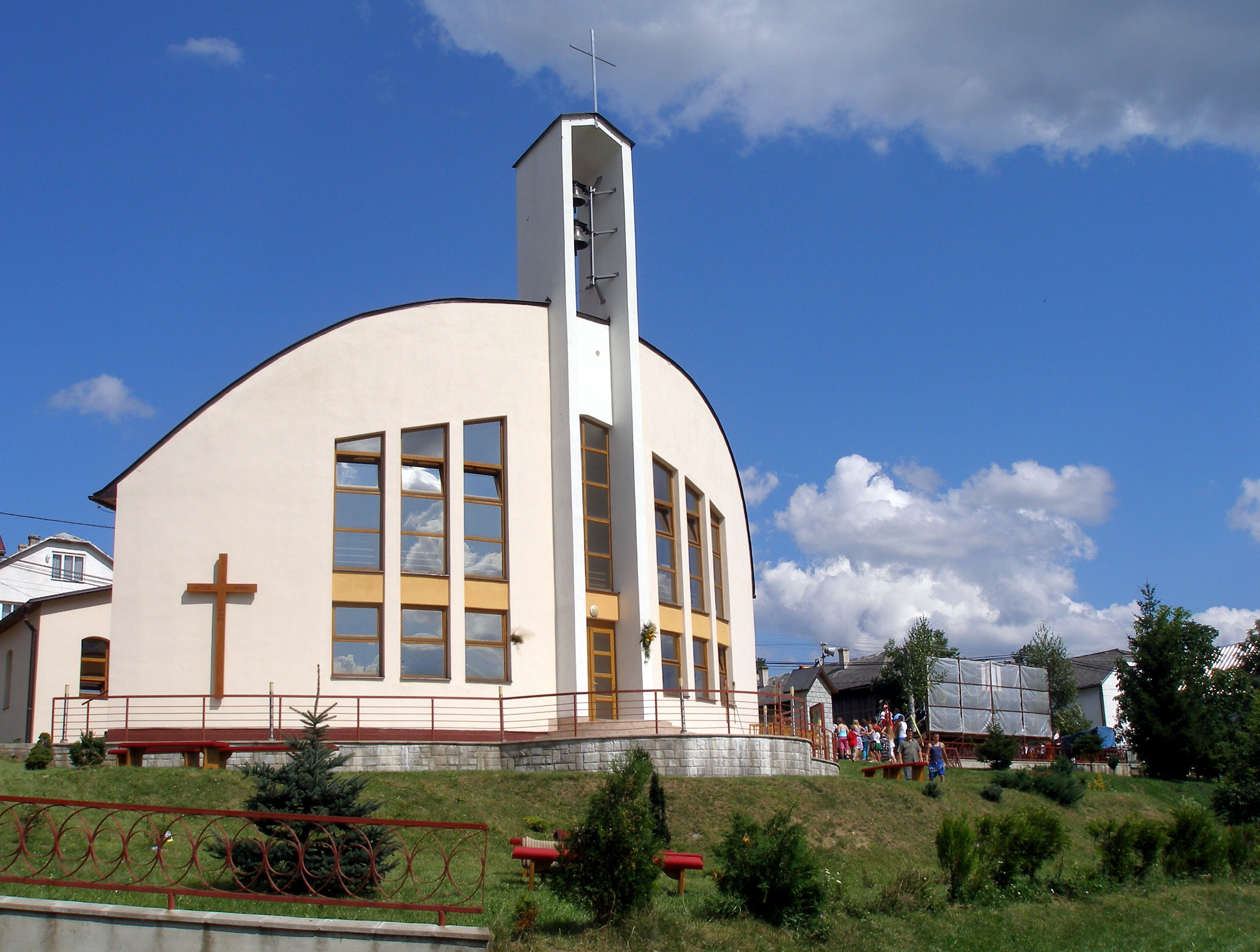
Kirche im Ort

Oľšov wurde zum ersten 1309 als Olsowa schriftlich erwähnt und war damals Teil des Herrschaftsgebiets von Torysa. Der Ort war im Laufe der Jahrhunderte Besitz von Familien wie Berzeviczy, Tahy und anderen. 1787 hatte die Ortschaft 30 Häuser und 282 Einwohner, 1828 zählte man 42 Häuser und 327 Einwohner, die als Getreidehändler, Landwirte und Viehhalter beschäftigt waren.
Bis 1918 gehörte der im Komitat Sáros liegende Ort zum Königreich Ungarn und kam danach zur Tschechoslowakei beziehungsweise heute Slowakei. In der ersten tschechoslowakischen Republik war Oľšov ein landwirtschaftlich geprägtes Dorf. Nach dem Zweiten Weltkrieg arbeitete ein Teil der Einwohner in Industriebetrieben in Städten wie Lipany und Košice.

## Bevölkerung
| Jahr                | 1994 | 2004     | 2014    | 2024    |
| ------------------- | ---- | -------- | ------- | ------- |
| Anzahl der Personen | 359  | 407      | 396     | 366     |
| Unterschied         |      | +13,37 % | −2,70 % | −7,57 % |

| Jahr                | 2023 | 2024    |
| ------------------- | ---- | ------- |
| Anzahl der Personen | 364  | 366     |
| Unterschied         |      | +0,54 % |

Nach der Volkszählung 2011 wohnten in Oľšov 389 Einwohner, davon 386 Slowaken. Drei Einwohner machten keine Angabe zur Ethnie.
383 Einwohner bekannten sich zur römisch-katholischen Kirche und ein Einwohner zur griechisch-katholischen Kirche. Drei Einwohner waren konfessionslos und bei zwei Einwohnern wurde die Konfession nicht ermittelt.

## Bauwerke und Denkmäler
- römisch-katholische Simon-und-Judas-Kirche